# Kathedraal Onze-Lieve-Vrouwe van Fatima
De Kathedraal Onze-Lieve-Vrouwe van Fatima - Moeder van Alle Volken (Russisch: Собор Пресвятой Девы Марии Фатимской) is een nieuwe katholieke kerk in Karaganda, Kazachstan. De kathedraal is een gedenkplaats voor de slachtoffers van de Goelag-archipel en kwam met de betrokkenheid van katholieke gelovigen uit andere landen tot stand.

## Het initiatief
In 2002 werd in het Oostenrijkse Vorarlberg een vereniging opgericht “Zum Aufbau der Kathedrale Maria - Mutter aller Nationen” (Nederlands: "Tot opbouw van de Kathedraal Maria - Moeder van alle Volken"). De vereniging stelde zich tot doel een verzoeningskerk in Kazachstan te bouwen, precies op de plaats waar veel martelaren van het geloof en krijgsgevangenen uit Duitsland, Oostenrijk, Frankrijk, Italië en Polen door ontbering stierven. De kleine Oostenrijkse vereniging leverde samen met gelovigen uit de hele wereld een enorme prestatie door de bouw van de nieuwe kathedraal in Karaganda te initiëren, te begeleiden en mee te financieren.

## De bouw
De toenmalige bisschop van Karanga en tegenwoordig aartsbisschop van Kazachstan, Jan Pavel Lenga, verzocht de overheid een stuk land ter beschikking te stellen. Op 13 mei 2003, op de verjaardag dat de Heilige Maagd in 1917 voor het eerst verscheen aan de drie herderskinderen, werd een stuk bouwterrein overgedragen aan de kerk. Met de bouw van de kathedraal werd op 3 september 2004 begonnen. Bij de bouw werden een groot aantal Oostenrijkse dakbedekkers, metselaars, installateurs en loodgieters ingezet. Begin 2006 werd de ruwe bouw afgesloten en de in het Duitse stadje Templin vervaardigde ramen geplaatst. De wijding van de grootste rooms-katholieke kathedraal van Centraal-Azië vond op 9 september 2012 door de deken van het College van Kardinalen Angelo Sodano plaats.

## Architectuur
De nieuwe kathedraal is in neogotische stijl gebouwd. De totale lengte van het gebouw bedraagt circa 51 meter, de totale breedte 31 meter en de hoogte van het kerkschip 22 meter. De beide torens zijn 42 meter hoog. In juli 2007 werd door een Italiaans bedrijf een vloer van graniet geschonken. Het dak werd met rode dakplaten bedekt van de Oostenrijkse onderneming PREFA. De buitenmuren zijn met wit-gele natuursteen uit de Kaukasus bekleedt. Ook de muren van het interieur, de crypte en de apsis werden tot een hoogte van twee meter met natuursteen bekleedt. Het neogotische altaar en de twee zijaltaren werden in het Italiaanse Urtijëi gemaakt. Het orgel, het enige concertorgel in Kazachstan, werd gebouwd in het Oostenrijkse Feldkirch en de vier bronzen klokken werden in 2009 door de klokkengieterij Grassmayr uit Innsbruck gegoten. Op 24 augustus 2009 werden de beide torenspitsen geplaatst en met in Oostenrijk gemaakte kruisen bekroond.